# Fransk vædder
Fransk vædder er er en kaninrace, der har været kendt siden 1600-1700-tallet. 
Racen har hængeører, der sandsynligvis er fremkommet gennem en eller flere mutationer. 
Racen Fransk vædder er formentlig udviklet i Frankrig. 
Racen optrådte første gang på udstilling ved en udstilling i Boulogneskoven i Paris i 1863, hvor 19 af de 42 udstillede kaniner var franske væddere.

## Eksterne links
- Lop Rabbit Club of America Arkiveret 6. juni 2013 hos  Wayback Machine

- Wikimedia Commons har flere filer relateret til Fransk vædder

| Dyr | Spire Denne artikel om dyr er en spire som bør udbygges. Du er velkommen til at hjælpe Wikipedia ved at udvide den. |